# Vorvaň obrovský
Vorvaň, též vorvaň obrovský, tuponosý nebo tupočelý (Physeter catodon, macrocephalus, orthodon nebo australasianus) je největší z ozubených velryb a věří se, že jde o vůbec největší ozubené zvíře na světě, jaké kdy žilo – největší doložený jedinec pravděpodobně dosahoval délky až 25,6 metru. Anglický název Sperm Whale souvisí s mléčně bílou substancí spermacet nacházející se v její hlavě a původně zaměněnou se spermatem. Obrovská hlava vorvaně, jeho charakteristický tvar a v neposlední řadě ústřední role v románu Hermana Melvilla Bílá velryba, vedla mnoho lidí k tomu, že jej líčili jako archetyp velryby. Částečně díky Melvillovi je vorvaň obecně spojován s napůl mytickým Leviatanem z biblických příběhů.

## Pojmenování
Slovo ворвань [vorvaň] v ruštině označuje tuk některých mořských zvířat, jako jsou velryby a tuleni. Český název zavedl Jan Svatopluk Presl. Původ staroruského „vorvoň“ jasný není, pravděpodobně je norský nebo laponský, možná stejný jako u slova narval.
Historicky a ve slovanských jazycích (ruštině, polštině) je velryba známá také pod názvem kašalot. Toto slovo pochází původně z portugalského cachalote, pravděpodobně odvozeného z cachola, hovorově „hlava.“ Vorvani byli v portugalském atlantickém souostroví Azory až donedávna loveni.

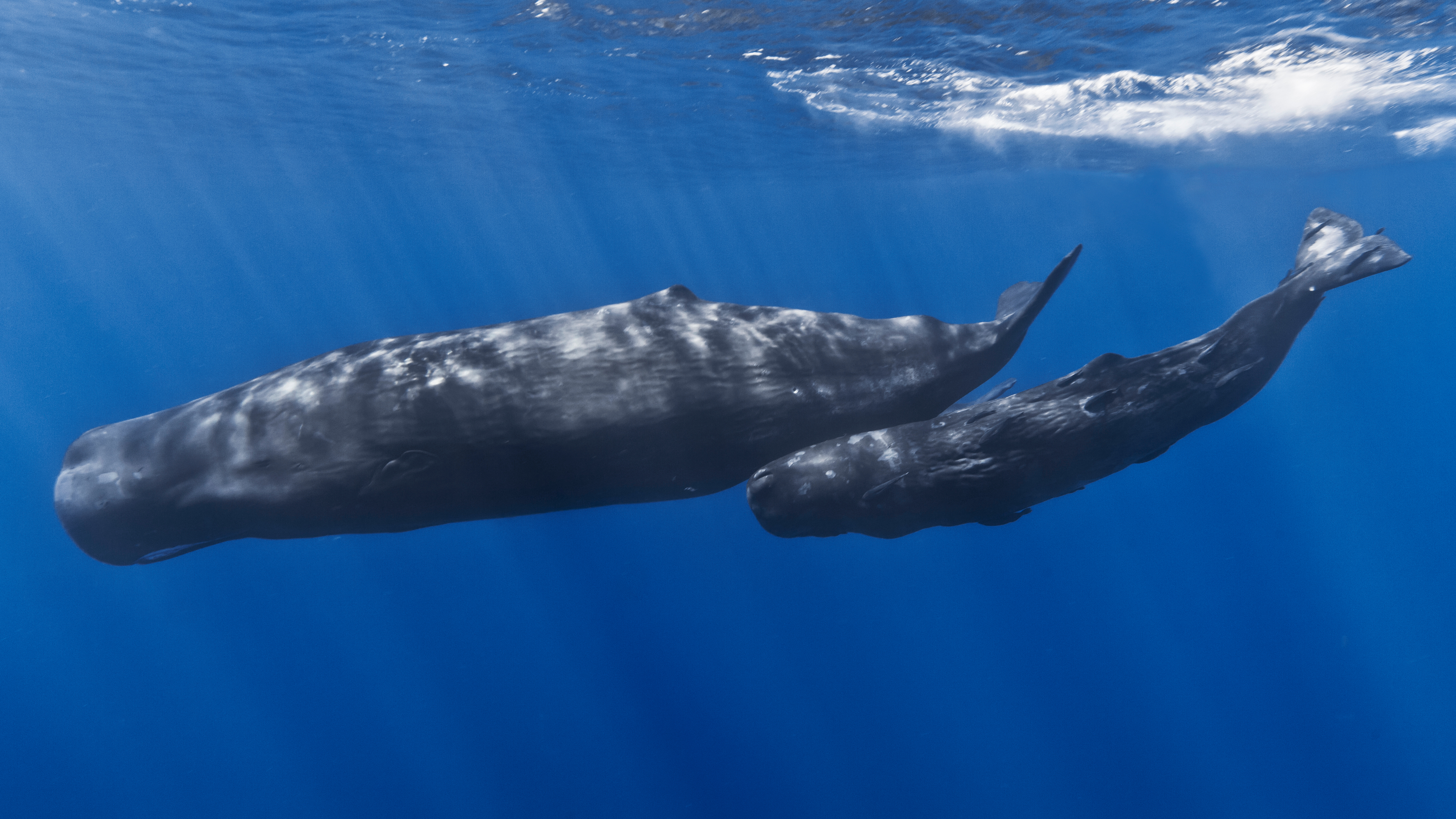
Matka s mládětem

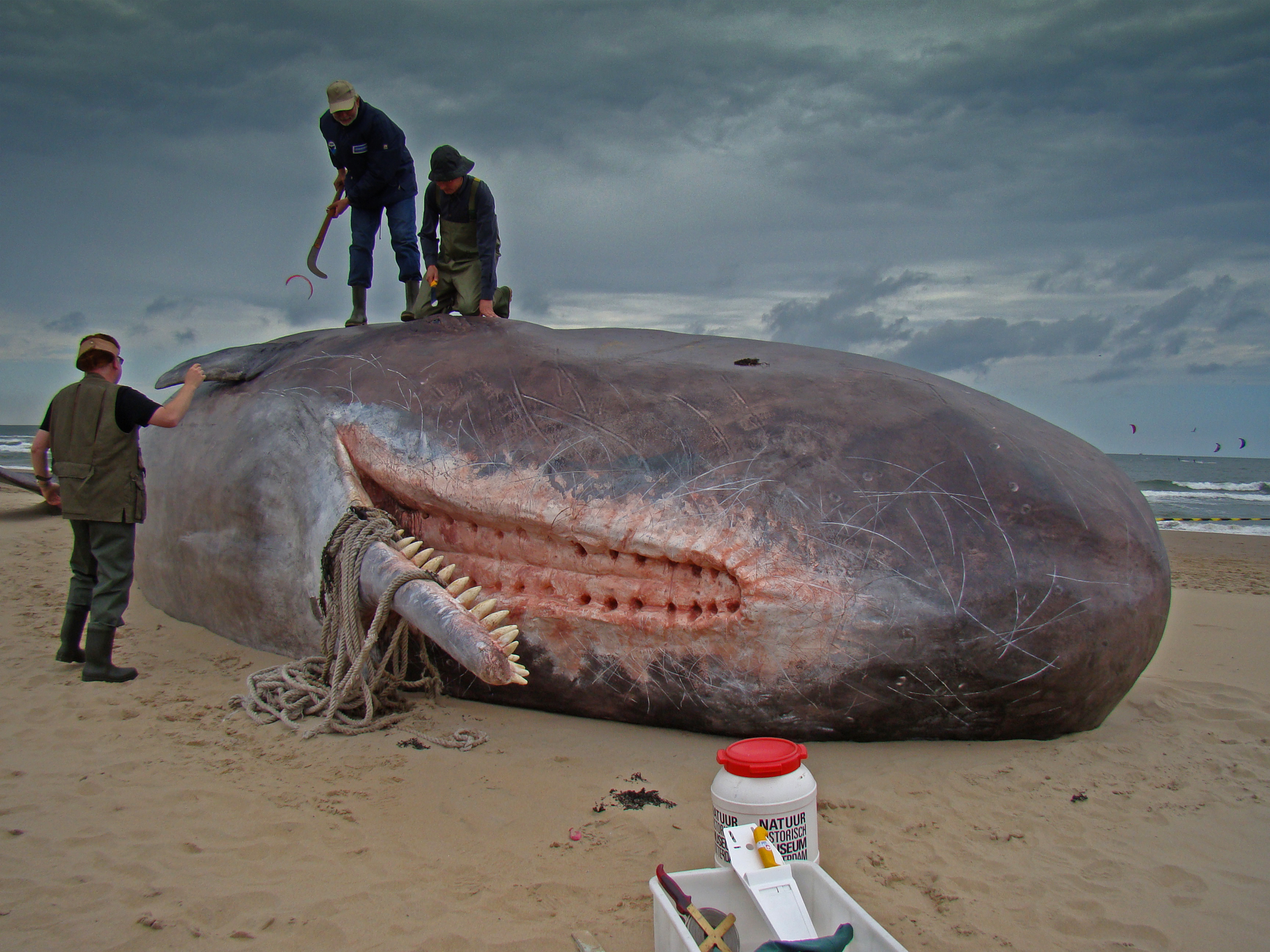
Socha mrtvého vorvaně vyplaveného na pobřeží v nizozemském Scheveningenu (autor Dirk Claesen)

## Fyzický popis
Vorvaň je výjimečný svou velkou hlavou, zvláště pak u samců. Hlava samců tvoří zpravidla třetinu délky jejich těla. Jedno z odborných druhových jmen macrocephalus je odvozeno z řeckého výrazu „velká hlava.“ Na rozdíl od hladké kůže většiny jiných velryb je kůže na hřbetu vorvaně obvykle hrbolatá, dobrovolníky pozorujícími velryby bývá přirovnávána k sušené švestce. Vorvani mají jednotně šedou barvu, která na slunečním světle může působit jako hnědá („Velká bílá velryba“ z Melvillova románu byla albínem, a bílí vorvani byli skutečně pozorováni – viz Mocha Dick). Nepřekvapuje, že mozek vorvaně je největším a nejtěžším (mozek vzrostlého samce váží průměrně 7 kg, ale jsou známé i exempláře vážící 9,2 kg). Vzhledem k velikosti těla však nejde o velký mozek.
Dýchací otvor tvaru 'S' je blízko vrcholu hlavy, posunutý na levou stranu těla. Vorvani jím vypouštějí směrem dopředu proudy páry, zřetelně slyšitelné na míle daleko. Hřbetní ploutev chybí, ale asi ve dvou třetinách páteře směrem od hlavy se nachází trojúhelníkovitý hrb vysoký 60–75 cm, který ploutev nahrazuje. Za tímto hrbem následuje ještě několik menších. Ocasní ploutev je také trojúhelníková a velmi tlustá. Před ponořením do hloubky ji velryba zvedá vysoko nad vodu.
Vorvani mají v dolní čelisti 20–26 párů kuželovitých zubů. Každý z nich může vážit až jeden kilogram. Důvod existence zubů není zcela zřejmý. Odborníci se domnívají, že k lovu chobotnic (viz dále sekci Potrava) nutné nejsou a v přírodě byli nalezeni i dobře živení vorvani zcela bezzubí. Vědci se shodují, že zuby mohou užívat samci při vzájemných útocích. Této hypotéze nasvědčuje tvar zubů a široké mezery mezi nimi. V horní čelisti jsou přítomny rudimentární zuby, ale vyvinou se zřídka.
Sexuální dimorfismus (velká odlišnost samců oproti samicím) se u vorvaňů projevuje nejvýrazněji mezi všemi kytovci. Samci jsou typicky o 30 % až 50 % delší (16–18 m) než samice (12–14 m) a asi dvakrát těžší (50 tun proti 25 tunám). Při narození měří samci i samice kolem 4 m a váží 1000 kg. Kvůli rozsáhlému lovu velryb se počet vorvaňů dramaticky snižuje, hlavně kvůli přednostnímu a intenzívnějšímu vybíjení větších samců, kteří mají více spermacetu (spermacetový olej měl velkou hodnotu zejména v 18. a 19. století – viz dále). V muzeu v Nantucket je vystavena čelistní kost vorvaně dlouhá 5,5 m. Čelistní kost tvoří 20–25 % celkové délky těla vorvaně. Tento samec tedy mohl dosahovat až 28 metrů délky a vážit 150 metrických tun. Dalším důkazem velkých jedinců je 5,2 m dlouhá čelist v muzeu v New Bedfordu, která mohla patřit samci 25,6 m velkému vážícímu 120–130 tun. Lodní knihy v nantucketském a bedforském muzeu jsou plné odkazů na velké vorvaně a záznamů o množství oleje z nich získaného, které dobře odpovídají velikosti těchto dvou příkladů. Známý vorvaní samec Mocha Dick měřil zřejmě 25,7 metru. Dnešní vorvani mají v průměru 18 m délky a váží 52 tun. Nejvyšší oficiální údaj o hmotnosti vorvaně je nicméně 57 tun a délka 20,5 metru.
Vorvaň je hlavním příkladem živočicha, který se vyvinul K-selekcí, jež se přisuzuje druhům, o kterých se odborníci domnívají, že se vyvíjely ve značně stabilních životních podmínkách. Tato relativně „snadná“ evoluce je přivedla k nízké porodnosti, pomalému dozrávání a k dlouhověkosti. Samice jsou březí každých čtyři až šest let a březost trvá přinejmenším 12 měsíců, ale může se protáhnout až na 18 měsíců. Starost o mláďata zabírá dva až tři roky. U samců trvá puberta asi 10 let mezi 10. a 20. rokem věku. Samci rostou do 30. až 40. roku věku a když je jim 50, nabývají již plné velikosti. Vorvani se dožívají 80 let.
Vorvani drží několik absolutních světových rekordů:
1. Jsou to největší ozubení tvorové, jací kdy na Zemi žili.
2. Vorvani jsou nejhlouběji se potápějící savci (byli nalezeni v hloubkách 2200 metrů zamotaní do telegrafních kabelů).
3. Mají největší mozek mezi všemi žijícími tvory na této planetě, mozek vorvaního samce váží 7 kg, vyskytují se však jedinci s až devítikilogramovými mozky.
4. Jejich kůže je nejtlustší. Na zádech a hlavě dosahuje tloušťka vorvaní kůže (nepočítaje podkožní tuk) asi 36 cm.

## Taxonomie
Vorvaně poprvé kategorizoval v roce 1758 Linné, který zařadil do rodu Physeter celkem čtyři druhy. Odborníci brzy zjistili, že existuje jen jeden druh. Ve většině současných publikací je vorvaň zařazen jako jediný druh čeledi Physeteridae (a tedy jediný druh svého rodu). Nejbližšími příbuznými vorvaně jsou kogie tuponosá a kogie Owenova z čeledi kogiovitých (Kogiidae).
Mead a Brownell (1993), zařadili všechny tři druhy do čeledi Kogiidae a vorvaňovi přiřadili binomické jméno Physeter catodon.
Následující text je výňatkem z Melvilleovy knihy Bílá velryba, v níž se široce rozebírá pojmenování a lidové tradice související s vorvaněm:
Tato velryba, známá starým Angličanům pod neurčitým jménem velryba trumpa a physeter nebo velryba s kovadlinovou hlavou, je dnešní cachalot ve Francii, Pottfish v Německu a macrocephalus v učeném světě. [část textu vynechána] Teď se zabýváme hlavně jeho jménem. Z hlediska filologického je nesmyslné. Před několika staletími, kdy vlastní hodnota vorvaně byla téměř naprosto neznáma a kde se jeho tuk získával jen náhodou z ryby vyvržené na břeh, tehdy bylo patrně všeobecně usuzováno, že vorvaninu lze vytěžit z tvora totožného s velrybou grónskou neboli pravou, v Anglii už známou. Dále převládal názor, že tato vorvanina neboli spermacet je sražená šťáva grónské velryby, ta, kterou označuje první půlka cizího slova. V oněch dobách byla vorvanina nesmírně vzácná a neužívalo se jí k svícení, nýbrž jen jako masti a léku. Kupovala se jen v lékárně, jako tam dnes kupujeme unci reveně. Když pak byla, jak se domnívám, postupem doby objevena pravá podstata vorvaniny, obchodníci nezměnili její jméno, nepochybně proto, aby zvýšili její cenu tak podivným náznakem její vzácnosti. A tak to pojmenování posléze musí být dáno velrybě, z které spermacet skutečně pochází. [z Melvillovy knihy Bílá velryba, přeložili Klíma, Kornelová, Kosatík, Bednář, ISBN 80-902223-0-7, nakl. Moby Dick, Praha 1996, kapitoly 32 nazvané „Cetologie,“ str. 181–182]
Vědci soudí, že se vorvani během vývoje podřádu oddělili od jiných ozubených velryb poměrně brzy — asi před dvaceti milióny let.

## Spermacet
Spermacet je polotekutá, voskovitá substance obsažená v hlavě vorvaně. Název se odvozuje od pozdně latinského sperma ceti (obě slova jsou ve skutečnosti vypůjčená z řečtiny) znamenajícího „sperma velryby“ (doslovně „sperma mořské nestvůry“). V angličtině se dokonce od spermacetu odvozuje lidový název této velryby (Sperm Whale). Substance samozřejmě není velrybím semenem, tato záměna byla omylem prvních velrybářů. Spermacet se nachází ve spermacetovém orgánu neboli v hlavových dutinách vpředu a nahoře nad lebkou velryby. Podobnou hmotu na pravé straně přední části hlavy velryby, hned nad horní čelistí, nazývají velrybáři junk (v doslovném překladu „odpad“). Ve spermacetovém orgánu se nachází měkká bílá substance plná spermacetu. Junk je tvořen pevnější substancí.
Přesná funkce spermacetu a orgánů jím vyplněných není známá, existují však přinejmenším tři (vzájemně se nevylučující) hypotézy:
Jedna z hypotéz, zmíněná ostatně už v Melvillově Moby Dickovi, tvrdí, že je používán jako jistý druh beranidla při bojích mezi samci. Tato hypotéza odpovídá dobře zdokumentovanému potopení lodí Essex a Ann Alexander způsobenému útoky vorvaňů, jejichž váha byla odhadnuta na pouhou jednu pětinu váhy lodí. V současné době je v módě považovat spermacet za prostředek sexuálního výběru.
Druhou pevně zakořeněnou představou je možnost, že pomáhá velrybě regulovat vztlak. Hustota voskové substance se má jejím ochlazováním vodou protékající výdechovým otvorem zvyšovat a pomáhat velrybě ponořit se. Naopak vytlačování teplé vody dýchacím otvorem ven by mělo spermacet zahřívat, snížit jeho hustotu a ulehčit velrybě vynořování. V poslední době však byla u této na veřejnosti populární teorie zpochybněna její hodnověrnost. Vědecký výzkum nasvědčuje tomu, že kapilární jevy nemohou mít dostatečný efekt, aby významně ovlivnily vznosnost 50tunové velryby (na stránce Teda Cranforda je seznam listin popisující detaily výzkumu.)
Jako třetí možnost v této věci se uvažuje, že spermacet napomáhá echolokaci. Tvar tohoto orgánu v daném okamžiku pomáhá zaostřování nebo naopak rozšiřování kužele vysílaného zvuku. Zvukové vlny lze soustředit do jednoho místa, takže mohou působit jako zneschopňující zbraň, dočasně paralyzující kořist. Výzkum všech těchto možností je stále v plném proudu.
Spermacet byl velmi vyhledávaný velrybáři v 18., 19. a 20. století. Substance našla mnoho různých komerčních využití, jako např. spermacetový olej do hodinek, kapalina pro automatickou převodovku, mazivo pro jemné výškové přístroje, kosmetiku, aditiva do motorových olejů, glycerinu, protikorozních směsí, čisticích prostředků, chemických vláken, vitaminů a více než 70 farmaceutických směsí.

## Potrava, chování a potápění

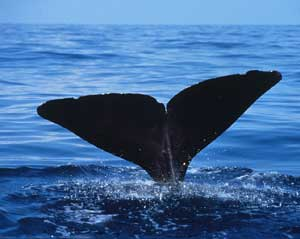
Ocas vorvaně potápějícího se v Mexickém zálivu

Vorvani patří k nejhlouběji se potápěcím savcům na světě. Typické ponory směřují zhruba do 400 metrů a trvají 30–45 minut. Živí se několika druhy zvířat, především krakaticemi, kalmary, jinými chobotnicemi a živočichy mořského dna. Zabíjejí i některé druhy žraloků, například žraloky malohlavé.
Téměř vše, co víme o hlubokomořských krakaticích, se vědci dověděli z exemplářů nalezených v žaludcích vorvaňů. Historky o titánských bitvách mezi vorvani a krakaticemi dorůstajícími 10 metrů délky nebo více jsou nejspíš jen součástí legend — podobné bitvy nebyly nikdy pozorovány. Na druhou stranu se soudí, že bílé jizvy na tělech vorvaňů byly způsobeny krakaticemi. Existuje také hypotéza, že ostrý zobák zkonzumované krakatice usazený ve střevě velryby vede k produkci ambry, podobně jako je tomu u tvorby perel. Vorvani jsou neuvěřitelní jedlíci, kteří každý den pozřou asi 3 % své tělesné váhy. Odhaduje se, že vorvani dohromady každoročně zkonzumují 100 miliónů tun hlubokomořských tvorů, což je množství srovnatelné s celkovou každoroční spotřebou mořských živočichů lidmi.
Fyziologie vorvaňů má několik adaptací, aby zvládli drastické změny tlaku při potápění. Žebra jsou ohebná, aby dovolila kolaps plic, a srdeční frekvence se může snížit, aby se déle uchovala zásoba kyslíku. Myoglobin uchovává kyslík ve svalové tkáni. Když se úroveň kyslíku sníží, lze krev nasměrovat pouze k mozku a jiným důležitým orgánům. Je možné, že zde hraje roli i spermacetový orgán (jak je popsáno výše).

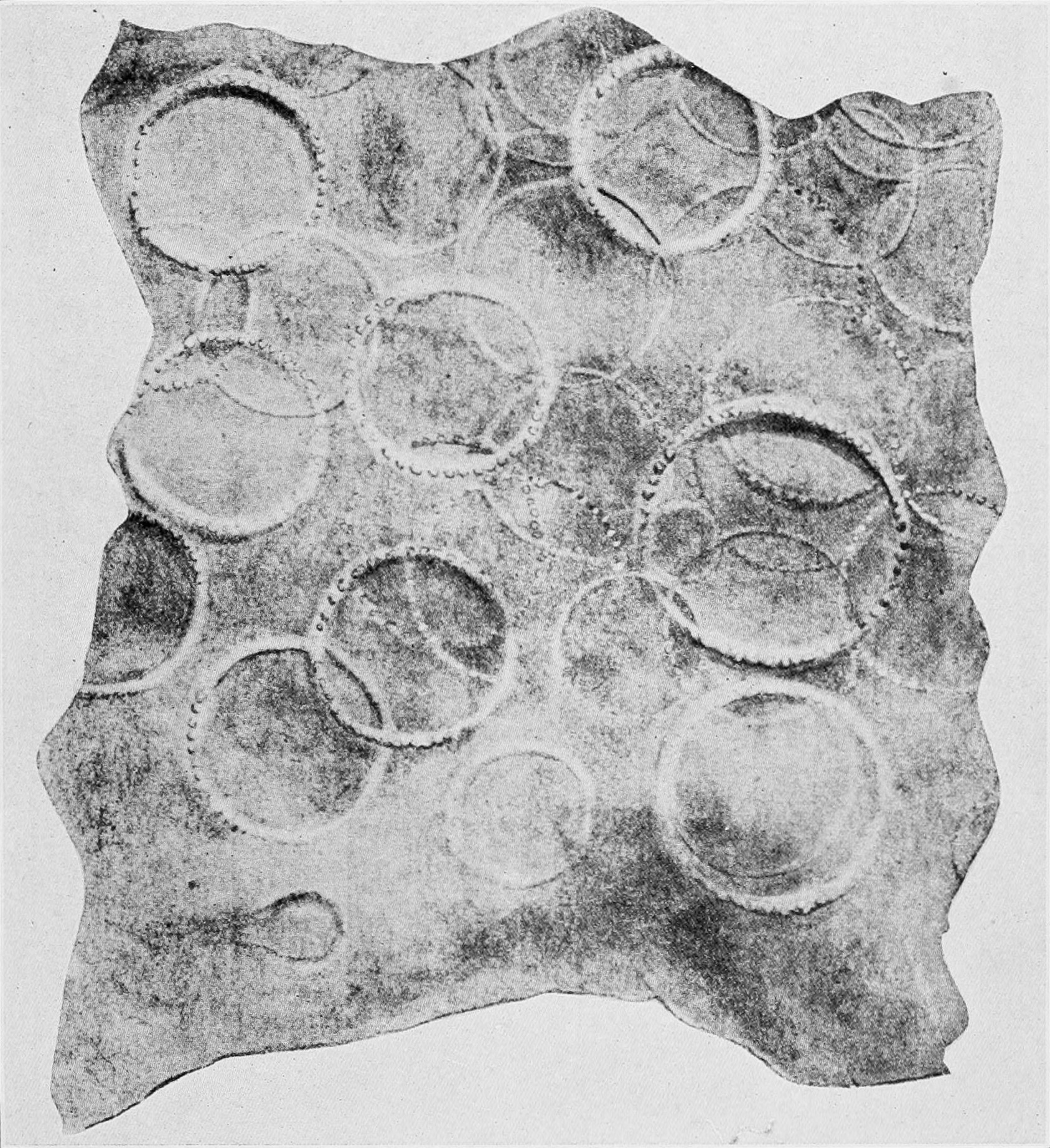
Úsek kůže vorvaně se stopami po přísavkách krakatice.

I když jsou vorvani dobře adaptováni k potápění, opakované ponory do velkých hloubek na ně mají dlouhodobě neblahý dopad. Kostry vorvaňů vykazují důlkovou korozi kostí, která je u lidí často známkou dekompresní nemoci. Kostry nejstarších velryb jsou postiženy nejrozsáhlejší korozí, zatímco kostry mláďat žádná poškození nejeví. Toto poškození může signalizovat citlivost vorvaňů na dekompresní nemoc a v tom případě by pro ně mohlo být rychlé vynoření smrtelné.
Mezi ponory se vorvaň vynořuje na hladinu k nadechnutí a zůstává zde většinou na osm až deset minut před dalším ponorem.
Sociální struktura vorvaňů se mezi pohlavími výrazně liší. Samice jsou extrémně družnými tvory – znak, u něhož se soudí, že se vyvinul díky relativně jednoduché evoluční cestě. Samice se v mládí sdružují ve skupinách o asi tuctu jedinců. Samci opouštějí své „mateřské školky“ mezi 4 a 21 lety a připojují se k „mládeneckým školám“ tvořenými jinými samci podobného věku a velikosti. Jak samci stárnou, mají sklon se rozptýlit na menší skupinky, nejstarší samci žijí obvykle samotářským životem.
Dospělí samci přesto zůstávají v problémech pospolu, což naznačuje stupeň spolupráce, který se dosud nepodařilo zcela vysvětlit.

## Rozšíření
Vorvani patří mezi nejrozšířenější druhy na světě. Jsou relativně hojní od arktických vod až k rovníku. Populace je hustší při kontinentálním šelfu a kaňonech, pravděpodobně díky snadnějšímu shánění potravy. Vorvaně lze nalézt i v nehlubokých vodách při břehu, ale jen pokud zde kontinentální šelf není příliš malý.

## Populace a lov
Celkové množství vorvaňů na celém světě není známé. Hrubé odhady, založené na průzkumech malých oblastí a extrapolaci výsledků na všechny oceány světa, se pohybují od 200 000 do 600 000 jedinců (nejspíše okolo 360 000). Přestože jsou vorvani loveni po několik století kvůli masu, oleji (užívanému jako mazadlo ve strojírenství) a spermacetu (užívanému ve svíčkách), konzervativní pohled na vorvaně je optimističtější, než u mnoha jiných velryb. S výjimkou příbřežního rybolovu malých rozměrů v Indonésii jsou vorvani chráněni prakticky celosvětově. Rybáři neloví hlubokomořské tvory, kteří jsou potravou vorvaňů a hluboké moře je pravděpodobně mnohem odolnější k znečištění než vrstvy u hladiny.
Zotavení z dlouhých velrybářských let je přesto pomalý proces, přinejmenším v jižním Pacifiku, kde je množství samců schopných rozmnožování příliš malé.

## Pozorování vorvaňů
Pozorování vorvaňů není oproti jiným velrybám právě nejjednodušší, především kvůli jejich dlouhým dobám ponoru a schopnosti urazit pod vodou dlouhé vzdálenosti. Na druhou stranu jsou pozorování stále populárnější především díky charakteristickému vzhledu a rozměru zvířat. Pozorovatelé často užívají hydrofony k naslouchání cvakání velryb a k jejich zaměření dřív, než se vynoří. Oblíbeným místem pozorování vorvaňů je pitoreskní Kaikoura na novozélandském Jižním ostrově, kde je kontinentální šelf tak mělký, že lze velryby pozorovat ze břehu, a Andenes v arktickém Norsku. Od roku 2010 jsou vorvani často pozorováni v oblasti cca 12 km západně od Alankuda beach na poloostrově Kalpitiya na Srí Lance, jakož i na jihu Srí Lanky v okolí Mirissy.

## Ve zprávách
V červenci roku 2003 byla nalezena na pláži pobřeží jižní Chile velká hrouda bílého masa. 12 metrů dlouhá masa rosolovité tkáně podnítila spekulace, že byla objevena dříve neznámá obrovská chobotnice. Výzkumníci ze santiagského Museum of Natural History usoudili, že hrouda jsou ve skutečnosti vnitřnosti vorvaně, především díky prozkoumání kožních žláz. Po smrti se vnitřní orgány vorvaně rozkládají, dokud se nestanou polotekutou masou polapenou uvnitř kůže. V tomto případě zřejmě kůže praskla, obsah se uvolnil a nakonec byl vyplaven na břeh.
Mrtví vorvani jsou vyplavováni na břeh docela často. Nehledě na problémy s nakládáním a identifikací mrtvých těl se správci pláží obávají žraloků, zejména žraloka bílého, které na pláže přitahuje rozkládající se maso, což může uvést návštěvníky pláže do nebezpečí. Z tohoto důvodu jsou mrtví vorvani často vlečeni zpět na otevřené moře dřív než by mohlo dojít ke skutečnému vyplavení na břeh. V květnu 2004 se podobná událost stala dvakrát, jednou na Oahu na Havaji, kde byla mrtvá velryba odvlečena 35 mil na moře, ale byla vyplavena zpět na břeh o dva dny později.

### Explodující velryby
Snad nejznámější část lidových historek o vorvaních pochází z roku 1970, když byl jižně od Florence v Oregonu vyplaven dlouhý 7,26 tunový, 13,7metrový kus. Po určitou dobu to pro místní byla rarita. Ve chvíli, kdy se pláž stala oblíbenou zastávkou na cestě, se dálniční policie státu Oregon rozhodla, že je nutné se mrtvoly zbavit. Naplnili tělo půl tunou dynamitu. 12. listopadu byl dynamit odpálen, ale výbuch nesměřoval na oceán, jak bylo plánováno. Nikdo nebyl zraněn, jen jedno auto rozmačkáno padajícím tukem. Očití svědci byli pokryti nechutně páchnoucími zbytky mrtvé velryby.
V lednu 2004 se do hledáčku světových médií dostal dramatičtější případ týkající se vorvaňů. Mrtvé tělo velryby, 17 metrů dlouhé a vážící 50 tun, bylo vyplaveno na pláž v tchajwanském Tainan City. Během přepravy na městskou univerzitu způsobil tlak plynu z rozkládajícího se těla explozi. Nikdo nebyl zraněn, ale krev a vnitřnosti se rozstříkly po několika autech a kolemjdoucích.